# Per Erik Wahlund

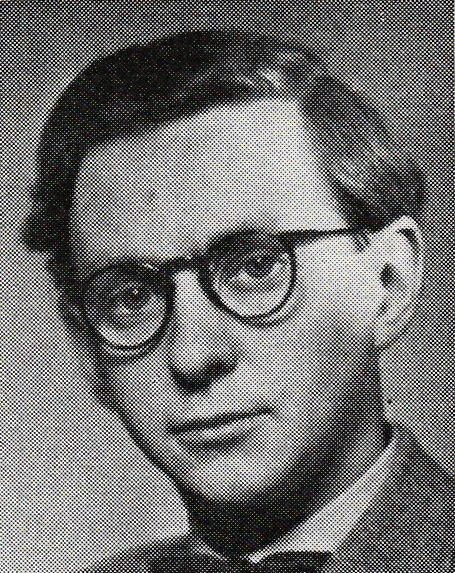
Per Erik Wahlund

Per Erik Wahlund (* Juli 1923 in Stockholm; † 30. Januar 2009 in Uppsala) war ein schwedischer Schriftsteller, Literatur- und Theaterkritiker, Verleger, Theaterregisseur und Übersetzer. Er übersetzte vor allem englische und deutsche, aber auch japanische  Literatur ins Schwedische.

## Leben
Wahlunds Vater war Kammergerichtsrat und starb früh, sodass der Sohn von der Mutter erzogen wurde. Wahlund berichtete, dass er bereits als Vierjähriger lesen lernte, da er oft einsam war. Kinderbücher gab es nicht und somit las er illustrierte Ausgaben von August Strindberg und Dante. Schon als fünfzehnjähriger Gymnasiast debütierte Wahlund mit der Erzählung Kurs på Jamaica (Kurs nach Jamaika), der Geschichte eines Schuljungen. Er begann 1941 nordische Sprachen an der Universität Uppsala zu studieren und legte den Bachelor 1945 ab. Während seines Studiums von 1944 bis 1948 arbeitete er als Kritiker für die Zeitung Nya Tidning in Uppsala. Er war Mitarbeiter der Zeitung Expressen von 1950 bis 1969 und von 1971 bis 1980 Literatur- und Theaterrezensent der Tageszeitung Svenska Dagbladet. Wahlund hatte auch leitende Funktionen innerhalb des Verlages inne. Nach einer kurzen Periode als Chef des Verlages Lindblads bokförlag in Uppsala, arbeitete er als literarischer Ratgeber für den Verlag Natur och Kultur.
Neben Übersetzungen und eigener schriftstellerischer Tätigkeit setzte Wahlund seine akademischen Studien fort und promovierte 1965 in Literaturwissenschaft. In den Jahren nach  1960 gab er Regiegastspiele am Stadttheater Uppsala und am Svenska Teatern in Helsinki. Kurze Zeit war er auch Leiter des Radiotheaters des Schwedischen Radios im Jahre 1969.
Er war mit Ulla-Britt Wahlund, geborene Wahlberg, verheiratet.

## Arbeit
Nach seinem frühen gymnasialen Prosadebüt wandte sich Wahlund der Poesie zu. In den 1940er Jahren publizierte er eine Reihe Gedichtsammlungen, von denen Luftspegling (Luftspiegelung) von 1952 die erfolgreichste wurde. Die Essaysammlung Bordssamtal (Tischgespräche) zeigt, wie er in den 1960er Jahren mit großer Geschicklichkeit ein großes Talent für Essays entwickelte. Wahlunds Werke zeichnen sich durch fotografische Detailschärfe und glasklares Sprachgefühl aus.
Er schrieb mit klarer und gleichbleibender Qualität und war ein führender Übersetzer mehrerer Sprachen aller Genres: Poesie, Prosa, Dramatik, Essayistik. In der Prosa ist Wahlund bekannt für seine unerhörte wahrheitsgetreue Arbeit mit Klassikern wie Jonathan Swift, Daniel Defoe und Herman Melville. Seine vielen Theaterübersetzungen umfassen Dramatiker vieler Epochen und Sprachen: Georg Büchner, Hugo von Hofmannsthal, Arthur Schnitzler, Bertolt Brecht und viele mehr. Elegische und wehmütige Poesie mit klassischem Versfuß war sein Markenzeichen. Er galt als Pionier, der japanische Poesie den Schweden nahebrachte. Wahlund hat Werke mehrerer Nobelpreisträger ins Schwedische übersetzt: Yasunari Kawabata, Kenzaburō Ōe, Heinrich Böll und Günter Grass.
Außerdem wurde er unter Kollegen und Lesern als Theater- und Literaturkritiker geachtet. Von 1950 bis etwa 1980 schrieb er für die Zeitung Svenska Dagbladet. Theaterkritiken dieser Jahre sind in vier ausgewählten Sammlungen veröffentlicht worden. 
Seine vielseitige Tätigkeit verschaffte ihm einen großen und dankbaren Leserkreis, aber auch einen Platz in der Gastronomischen Akademie und die Ehrendoktorwürde für Philosophie an der Universität Uppsala. Wahlund war nicht nur ein Mann der Literatur und des Theaters, sondern auch des guten Essens. Er schrieb Essays über Kochkunst und Meisterköche wie in Kosthåll von 1977. Lehrreich und voller Esprit sind seine Streifzüge durch die Welt, zum Beispiel in Londonpromenader von 1967.

### Werke
| - Kurs på Jamaica, 1938 - Vakttjänst, 1942 - Kammarmusik, 1944 - Japansk sommar, 1948 - Sluten ungdom, 1948 - Luftspegling, 1952 - En Gulliverkommentar, 1955 - Turist i Bagdad, 1955 - Ressällskap, 1956 - Scenväxling, 1962 - Flaskskepp, 1962 - Bordssamtal, 1964 - Avsidesrepliker, 1966 | - En Holbergmonolog, 1966 - Om teaterkritik, 1966 - Londonpromenader, 1967 - Holbergs Jeppe, 1968 - Japansk dagbok, 1968 - Osed och ordsed, 1968 - Ridåfall, 1969 - Översättarens fröjder och bekymmer, 1970 - Kammarrådinnans konterfej och andra äreminnen, 1970 - Röstlägen, 1971 - Lekverk, 1972 - Vägmöten, 1973 - Vederkvickelser, 1973 | - Självstudier, 1974 - Sverigeresan, 1976 - Kosthåll, 1977 - Lövfällning, 1978 - Tre samtal om främlingens liv i Japan, 1978 - Frändskaper, 1979 - Familjebok, 1980 - Landkänning, 1981 - Förbindelser, 1984 - Sortirepliker, 1986 - Återspegling, 1990 - Demoiselle, 1991 |

## Preise und Auszeichnungen
- Elsa-Thulins-Übersetzerpreis, 1971[3]
- Gustaf-Fröding-Stipendium, 1972
- Winterpreis der Neun, 1981
- Lotten-von-Kræmer-Preis, 1990
- Letterstedter Übersetzerpreis[1]
- Königlicher Preis der Schwedischen Akademie[1]